# Nguyen Van Thuan
François-Xavier Nguyen Van Thuan, Phanxicô Xaviê Nguyễn Văn Thuận, född 17 april 1928 i Hué, Vietnam, död 16 september 2002 i Rom, Italien, var en vietnamesisk kardinal inom Romersk-katolska kyrkan. Han var släkting till Ngo Dinh Diem, Sydvietnams förste president.
Nguyen Van Thuan studerade i Hué och senare i Rom där han doktorerade i kanonisk rätt. Han prästvigdes den 11 juni 1953 i Hué och verkade som församlingspräst i några år innan han reste till Rom för att forska. Från 1959 arbetade han på prästseminariet i Húe och blev så småningom dess rektor. 
1967 vigdes Nguyen Van Thuan till biskop av Nha Trang. I slutet av vietnamkriget utsågs han till biträdande biskop av Thành-Phô Chi Minh (Saigon). Den 30 april 1975 föll Saigon i de nordvietnamesiska, kommunistiska styrkornas händer, och Nguyen Van Thuan fängslades för sin tro och för sitt släktskap med Ngo Dinh Diem. Utan varken åtal eller dom tillbringade han 13 år i fängelse, benämnt "omskolningsläger", varav 9 år i isoleringscell.
Från sin cell lyckades han att smuggla ut pastorala och uppmuntrande meddelanden samt böner till sin hjord. Dessa sammanställdes senare till böckerna The Road of Hope och Prayers of Hope. I november 1988 släpptes Nguyen Van Thuan ur fångenskapen av den kommunistiska regimen och tvingades i exil.